# Rolls-Royce Crecy
Роллс-Ройс Креси (англ. Rolls-Royce Crecy) — британский авиационный двигатель, разрабатывавшийся фирмой Rolls-Royce Limited в 1941-45 гг. для скоростных модификаций истребителя «Спитфайр». Crecy отличался необычной для авиамоторов тех лет конструкцией: это был двухтактный 12-цилиндровый V-образный двигатель объёмом 25 л (1536 кубич. дюймов) с развалом блоков 90°, гильзовым газораспределением и непосредственным впрыском топлива. В некоторых источниках он назван «самым совершенным в истории двухтактным авиационным мотором» (впрочем, такая же характеристика иногда даётся двигателю Napier Nomad).
Для двухтактных двигателей было решено использовать названия битв, в которых Британия одержала победу, и новый мотор получил своё имя в честь битвы при Креси. Однако тема не получила развития, и Crecy остался единственным в своём роде. В дальнейшем фирма переключилась на разработку реактивных двигателей, которым давались названия рек.
Предполагалось, что после испытаний на переделанном Hawker Henley двигатель будет устанавливаться на «Спитфайры», но ни один истребитель с этим мотором так и не был выпущен. Проект был прекращён в декабре 1945, так как в связи с прогрессом в разработке реактивных двигателей необходимость в подобных моторах отпала.

## Разработка
Автором идеи мощного «спринтерского» двигателя для истребителей стал сэр Генри Тизард, председатель Исследовательского комитета по аэронавтике (ARC), который предвидел необходимость в подобной силовой установке в связи с ростом германской воздушной мощи ещё в 1935 г. Можно предположить, что именно под влиянием Тизарда, который был его другом, Гарри Рикардо и начал разработку мотора, который впоследствии и стал Crecy. Эта идея впервые обсуждалась на заседании подкомитета по двигателям в декабре 1935 г.:

Председатель отметил, что, если Министерство авиации хочет разработать новый тип скоростного мотора для обороны метрополии…, то возникает вопрос, в какой мере можно пренебрегать расходом топлива. Мистер Рикардо затронул этот пункт в недавнем разговоре, спросив, является ли высокий расход топлива недопустимым в теперешних обстоятельствах, поскольку в противном случае интерес представляет исследование потенциала двухтактных бензиновых двигателей.
Оригинальный текст (англ.)The Chairman remarked that if it was the desire of the Air Ministry to develop a type of sprint engine for home defence....there was the question as to how far fuel consumption could be disregarded. Mr Ricardo had raised this point in a recent conversation by enquiring whether a high fuel consumption might not be permissible under certain circumstances, for if so, an investigation of the possibilities of the two-stroke petrol engine appeared to be attractive.
— Henry Tizard, The Rolls-Royce Crecy
Предварительный опыт был накоплен в 1927-30 гг. в ходе эксплуатации двух моторов Kestrel, переделанных, согласно контракту с Министерством авиации, для дальнейших исследований в двухтактные с гильзовым газораспределением. Оба мотора сначала были переделаны в дизели, что повлекло за собой снижение мощности и рост числа механических поломок, хотя один из них затем успешно использовался капитаном Джорждем Айстоном для установления мирового рекорда скорости на автомобиле «Скорость ветра». Второй мотор впоследствии снова переделали в бензиновый с непосредственным впрыском, что дало заметную прибавку мощности по сравнению с серийным Kestrel.
Отработка конструкции началась в 1937 по проекту инженера Гарри Вуда с использованием одноцилиндровой испытательной установки конструкции Рикардо. Хотя изначально задуман был дизельный двигатель, к тому времени, когда «Роллс-Ройс» и Ricardo company начали серьёзные работы по проекту, Министерство авиации приняло решение вернуться к традиционному искровому зажиганию, оставив однако непосредственный впрыск топлива.
Главным конструктором Crecy был Эдди Гасс, руководил командой разработчиков Гарри Вуд. Первый полноразмерный двигатель был собран в 1941 г.

### Техническое описание
Диаметр цилиндров составлял 129,5 мм, ход поршня — 165,1 мм, степень сжатия — 7:1, вес двигателя — 862 кг. Угол опережения зажигания (30°) и давление наддува (100 кПа) были типичными для того времени. На стендовых испытаниях двигатель развил мощность 1400 л.с., однако возникли проблемы с вибрацией, а также охлаждением цилиндров и гильз. По оценкам разработчиков, исключительно мощный выхлоп мотора на максимальном режиме мог обеспечить 30%-ю прибавку к тяге, развиваемой винтом. Высокая мощность двигателя сама по себе представляла интерес, но дополнительная тяга выхлопа могла бы сделать его полезным промежуточным решением между обычными поршневыми двигателями наподобие Merlin и ожидаемыми в будущем реактивными.
Серийные номера моторов были чётными, поскольку на фирме традиционно присваивались чётные номера двигателям правого вращения.

#### Гильзовое газораспределение
Скользящие незамкнутые гильзы не прилегали герметично к головкам цилиндров, оставляя в конце хода гильзы щели в верхней части цилиндра для выхода отработанных газов. Окна в гильзе служили поэтому только для впуска свежего заряда смеси. Ход гильзы составлял 30% хода поршня (49,5 мм) с опережением 15°. Таким образом, газораспределительный механизм Crecy конструктивно походил на механизм с поворотными гильзами, разработанный Роем Федденом и впервые успешно применённый в 1932 г. на моторе Bristol Perseus, но имел другой принцип действия.

#### Наддув и турбина
В отличие от большинства двухтактных двигателей, наддув применялся в большей степени для увеличения заряда смеси, чем для поднятия давления в картере. Это позволило использовать циркуляционную систему смазки вместо обычной для двухтактных моторов проточной. Распределение смеси было послойным: топливо впрыскивалось в луковицеобразное расширение камеры сгорания, где богатая смесь поджигалась парой свечей. Изменяя соотношение рабочей смеси в пределах от 1:23 до 1:15, можно было управлять мощностью двигателя в диапазоне 60-100%. Сосредоточение богатой смеси возле свечей уменьшало детонацию, что делало возможным увеличение компрессии или давления наддува. Управление наддувом обеспечивалось инновационной конструкцией крыльчатки нагнетателя с поворотными лопатками, эффективный угла атаки которых мог изменяться в диапазоне 30-60°. Это позволяло снизить мощность, отбираемую нагнетателем на малом газу, и, следовательно, расход топлива в крейсерском режиме.
В позднейших испытаниях двигатель оборудовался силовой турбиной, которая представляла собой уменьшенную вдвое турбину двигателя Power Jets W.1 конструкции Фрэнка Уиттла — первого британского ТРД, поднявшегося в воздух. В отличие от обычного турбонагнетателя, турбина отдавала мощность на вспомогательный приводной вал, превращая двигатель в турбокомпаундный. Предполагалось уменьшить таким образом расход топлива и сделать двигатель пригодным для установки на транспортные самолёты. Возросшая экономичность подтвердилась при испытаниях, однако выявились серьёзные проблемы — разрушение вала и сильный перегрев.

#### Стендовые испытания
| Двигатель | Дата                          | Ход испытаний | Время работы, ч. |
| --------- | ----------------------------- | --- | ---------------- |
| Crecy 2   | 11 апреля 1941 г.             | Первый запуск. Блоки цилиндров с неотъёмной головкой. Испытания остановлены из-за повреждения поршней.                                                                          | 69               |
|           | Октябрь – декабрь 1942 г.     | Двигатель трижды переделывался. На 35-м часу испытаний заклинило поршни. | 67               |
|           | Февраль – июль 1943 г.        | Переделан в вариант Mk II (со съёмными головками блоков цилиндров). Трижды перестраивался. Прошёл приёмочные испытания Министерства авиации.                                    | 38               |
|           | Март – июль 1944 г.           | Перестраивался 5 раз. Установлены патрубки инжектора одинаковой длины, изменён привод нагнетателя. Отмечено заклинивание гильз, поломка привода нагнетателя.                    | 82               |
|           | Август – ноябрь 1944 г.       | Успешно прошёл типовые испытания (112 часов). При последующем осмотре выявлены трещины в нижних шатунных подшипниках, поршнях, картере редуктора, подшипниках кулачкового вала. | 150              |
|           | Март – апрель 1945 г.         | Неудачные ресурсные испытания, разрушение поршня через 27 часов. Дважды переделывался.                                                                                          | 49 (Всего: 461)  |
| Crecy 4   | Ноябрь 1941 г.                | Данные отсутствуют. | 55               |
|           | Июль – август 1942 г.         | Трижды переделывался, успешно прошёл 50-часовые испытания, однако повторные были провалены из-за появления трещин в блоке цилиндров.                                            | 80               |
|           | Сентябрь – октябрь 1942 г.    | Дважды переделывался. Успешно прошёл 25-часовые испытания, однако при повторных через 4 часа разрушилась гильза.                                                                | 55 (Всего: 293)  |
| Crecy 6   | Июль 1943 – февраль 1944 г.   | Первый двигатель, построенный в варианте Mk II. Переделывался 8 раз. Отказы привода нагнетателя, разрушение кулачкового вала.                                                   | 126              |
|           | Май – сентябрь 1944 г.        | Переделывался четырежды. Отказы привода изменения угла атаки лопаток нагнетателя[проверить перевод], заклинивание гильз.                                                        | 93               |
|           | Ноябрь 1944 – февраль 1945 г. | Трижды переделывался. Поломки коренного подшипника, поршней. | 128              |
|           | Июнь – август 1945 г.         | Одна переделка, ресурсные испытания прекращены после 95 часов из-за отказа привода гильз. Проработал 40 часов с установленным пропеллером                                       | 132 (Всего: 481) |
| Crecy 8   | Сентябрь 1943 – Март 1944 г.  | Переделывался 8 раз, успешно прошёл ресурсные испытания | 207              |
|           | Апрель 1944 г.                | Отказ привода нагнетателя. | 73               |
|           | Июнь – сентябрь 1944 г.       | Переделывался 5 раз, об отказах не сообщается. | 32               |
|           | Октябрь 1944 – декабрь 1945 г | Дважды переделывался. Поломки поршней. Оснащён силовой турбиной. | 22 (Всего: 336)  |
| Crecy 10  | Август 1944 – февраль 1945 г. | Переделывался 6 раз. Впускные патрубки расплавились через 7 часов, ещё через 4 заклинило гильзу. Два отказа инжекторного насоса.                                                | 53               |
|           | Март – июнь 1945 г.           | Одна переделка, поломка поршня. | 30               |
|           | Июль– сентябрь 1945 г.        | Переделывался дважды, установлена силовая турбина. Несколько раз запускался без нагнетателя. Отказы приводов гильз и нагнетателя.                                               | 82 (Всего: 166)  |
| Crecy 12  | Январь – октябрь 1945 г.      | Переделывался четырежды, установлена силовая турбина. Отказы турбины, привода гильз, поломки поршней.                                                                           | (Всего: 67)      |

### Закрытие проекта
Прогресс реактивных двигателей привёл к тому, что необходимость в моторах со сверхвысокими удельными параметрами, подобных Crecy, отпала. В результате этого работы по проекту были прекращены в декабре 1945 г. Было построено всего 6 полноразмерных двигателей и ещё 8 опытных 2-цилиндровых секций. Crecy 10 развил 21 декабря 1944 года мощность 1798 л.с., а после монтажа силовой турбины этот показатель увеличился до 2500 л.с. Последующие опыты на экспериментальной одноцилиндровой установке Ricardo E65 показали возможность достижения 5000 л.с. в пересчёте на 12-цилиндровый двигатель. К июню 1945 года суммарная наработка полноразмерных моторов в ходе испытаний составила 1060 часов, а двухцилиндровых секций — 8600. Судьба построенных двигателей остаётся неизвестной.

## Предполагаемое применение

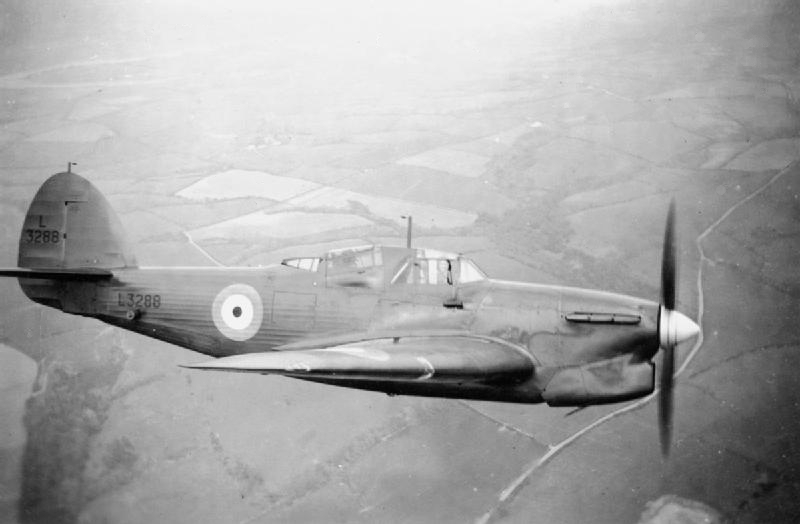
Лётные испытания Crecy планировалось проводить на Hawker Henley

Летом 1941 г. на авиабазу Хакнолл доставили Spitfire Mk II с номером P7674, на который установили макет Crecy для изготовления чертежей капота и винтомоторной группы. Также была согласована доставка в начале 1942 г. первых образцов Spitfire Mk III без двигателей для установки готовых к полётам Crecy, но она так и не состоялась, поскольку производство данной модификации не пошло дальше прототипа. Сравнительной оценке вариантов «Спитфайра» с Crecy и Griffon 61 посвящён отчёт Королевского авиационного центра №E3932 за март 1942 года. В нём сделан вывод, что мощность Crecy чрезмерно велика для планера «Спитфайра», но его дефорсированная версия даст истребителю значительные преимущества по сравнению с Griffon.
Исследования на de Havilland Mosquito также выявили множество проблем с установкой Crecy.
В 1942 г. центром лётных испытаний Rolls-Royce на базе Хакнолл был получен North American P-51 Mustang. Это стало толчком к серии исследований, согласно которым «Мустанг» был признан более перспективной платформой для установки Crecy, чем «Спитфайр». Однако никаких последствий данные опыты не имели.
Для лётных испытаний двигателя предполагалось использовать Hawker Henley с серийным номером L3385, который доставили для переделки на авиабазу Хакнолл 28 марта 1943 года. Самолёт простоял там без двигателя до 11 сентября 1945 года, после чего был отправлен на слом.
Начиная с 1943 г. предлагалось много проектов послевоенного использования Crecy с его уникальными характеристиками в наземном, морском и воздушном транспорте, но ни один из них не был реализован.

## Спецификация

### Основные характеристики
- Тип: поршневой/турбокомпаундный двухтактный V-образный 12-цилиндровый двигатель жидкостного охлаждения
- Диаметр цилиндра: 129,5 мм
- Ход поршня: 165,1 мм
- Объём двигателя: 25,17 л
- Сухой вес: 862 кг

### Особенности функционирования
- Клапаны: гильзовое газораспределение
- Компрессор: ПЦН с переменным углом атаки лопаток, максимальное давление наддува 165 кПа
- Турбонаддув: турбонагнетатель отсутствует, установлена силовая турбина с передачей мощности на вспомогательный вал
- Топливная система: с непосредственным впрыском топлива, два инжекторных насоса CAV (по одному на блок)
- Тип топлива: бензин с октановым числом 100
- Система смазки: циркуляционная («сухой картер»), с шестерёнчатым насосом
- Система охлаждения: жидкостная

### Производительность
- Выходная мощность: 2729 л.с. (2035 кВт)
- Удельная мощность: 109,61 л.с./л (81,74 кВт/л)
- Степень сжатия: 7:1
- Удельная мощность по весу: 3,20 л.с./кг (2,39 кВт/кг)